# Oreothalia rupestris
Oreothalia rupestris är en tvåvingeart som beskrevs av Vaillant 1960. Oreothalia rupestris ingår i släktet Oreothalia och familjen dansflugor.
Artens utbredningsområde är Tennessee. Inga underarter finns listade i Catalogue of Life.